# Jauge de Pirani
Pour les articles homonymes, voir Pirani.

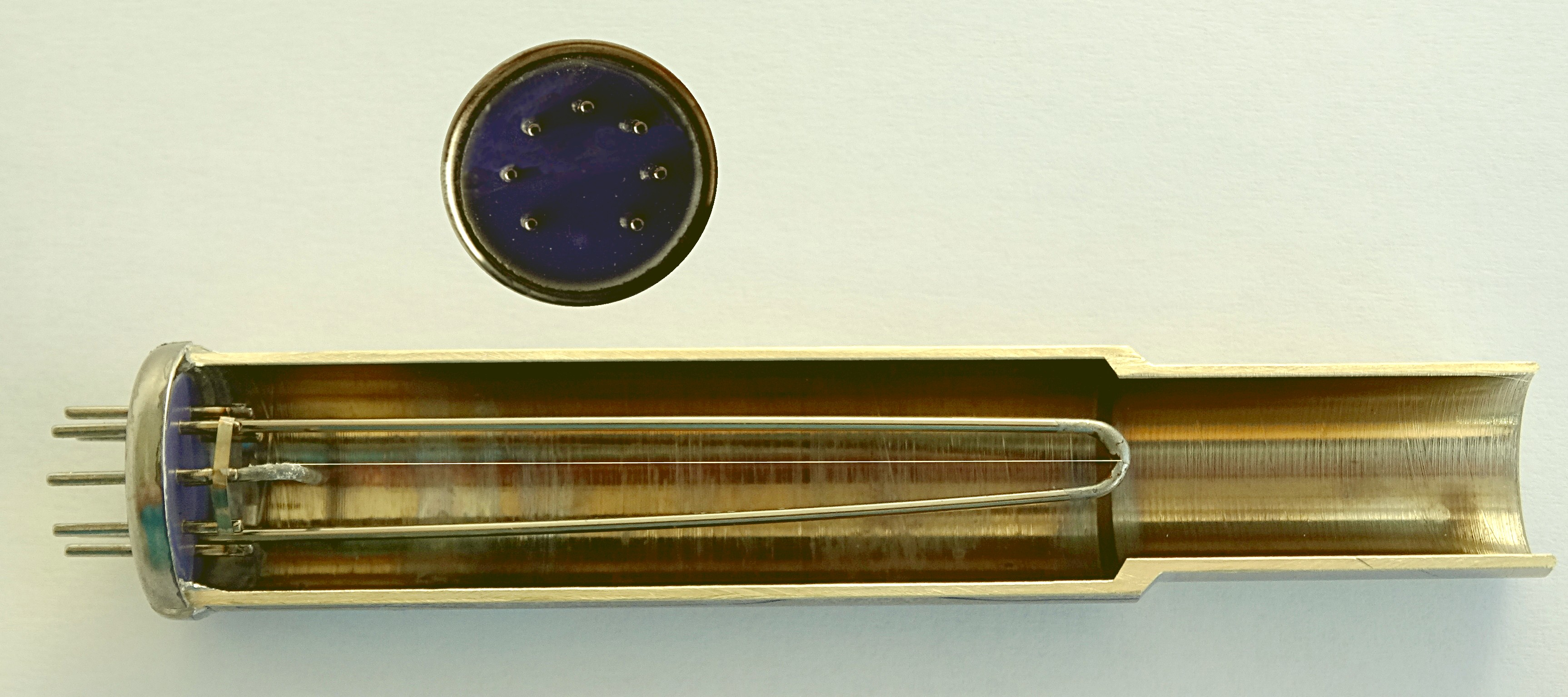
Jauge Pirani, ouverte

Une jauge de Pirani est un dispositif de mesure de pression dans le domaine du vide (vacuomètre).
La jauge de Pirani réalise une mesure indirecte de la pression d'un gaz. Elle est constituée d'un filament (généralement en tungstène plaqué or) chauffé placé dans une enceinte dont on veut mesurer la pression. La valeur de la pression est déduite de la quantité de chaleur cédée par le filament par conduction au gaz contenu dans l'enceinte : les molécules qui rencontrent le filament absorbent une partie de son énergie comme énergie cinétique.
Lorsque le libre parcours moyen des molécules constituant le gaz est inférieur au diamètre du filament, les échanges de chaleur entre le filament et le gaz se font par convection.
Lorsque le libre parcours moyen des molécules gazeuses est supérieur au diamètre du filament, l'énergie absorbée l'est par conduction, elle est proportionnelle au nombre de molécules rencontrant le filament et donc à la pression dans l'enceinte.
Lorsque le libre parcours moyen est de l'ordre de grandeur du tube entourant le filament, les pertes d'énergie par conduction sont négligeables et difficilement mesurables en fonction de la pression.
Il en résulte que la jauge de Pirani ne peut être utilisée que dans un domaine de pression limité, environ de 10-4 à 100 mbar.
Il existe plusieurs méthodes de mesure de l'énergie perdue par le filament. Certains constructeurs maintiennent constante la température du filament et mesurent les variations de sa tension aux bornes de la jauge ; après étalonnage pour l'air, l'appareil de mesure est directement gradué en millibar. D'autres constructeurs utilisent des filaments dont la résistivité a un coefficient de température élevé, de sorte que dans le domaine de pressions précédemment défini, de faibles variations se traduisent par de fortes variations de résistance. Le filament constitue une branche d'un pont de Wheatstone initialement équilibré ; les variations de pression conduisent à un déséquilibre du pont. Le courant de déséquilibre qui circule dans la diagonale du pont est mesuré par un milliampèremètre qui, après étalonnage pour l'air, a été directement gradué en millibar par le constructeur.

## Caractéristiques, conditions d'utilisation, remarques
1. La jauge de Pirani réalise une mesure indirecte de la pression. Les indications de l'appareil sont données pour l'air ou le diazote, elles doivent être corrigées pour les autres gaz en fonction de leur conductivité thermique. Des courbes de correction sont généralement données par les constructeurs.
2. Le domaine d'utilisation est compris entre 100 et 10-4 mbar.
3. Certains constructeurs ont développé des manomètres à filament chaud qui permettent de travailler de 10-3 à 1000 mbar. Ces jauges utilisent le phénomène de convection dans le domaine 100 - 1000 mbar.
4. Une jauge de Pirani peut-être laissée en permanence sous tension sans risque de dégradation.